# Helena Faucit

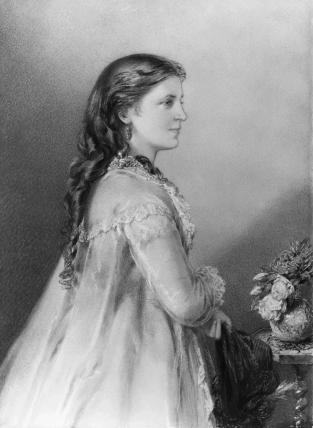

Helena Faucit, född 11 oktober 1817, död 31 oktober 1898, var en brittisk skådespelare.
Faucit spelade från 1836 i London och 1844–1845 också i Paris. Efter sitt giftermål med författaren Theodore Martin uppträdde hon endast vid särskilda tillfällen. Faucit var en i romantisk skola harmoniskt utbildad och starkt temperamentsfull framställare av Shakespeares kvinnokaraktärer, bland annat Romeo och Julia, Desdemona i Othello, Hermione i En vintersaga och Lady Macbeth i Macbeth.